# Dicranoptycha ibo
Dicranoptycha ibo är en tvåvingeart som beskrevs av Alexander 1976. Dicranoptycha ibo ingår i släktet Dicranoptycha och familjen småharkrankar.
Artens utbredningsområde är Nigeria. Inga underarter finns listade i Catalogue of Life.